# Adolf Strauß
Pour les articles homonymes, voir Strauss.
Le titre de cet article contient le caractère ß. Lorsque celui-ci n'est pas disponible ou non désiré, le nom peut être représenté comme Adolf Strauss.
Adolf Strauß (Schermke, 6 septembre 1879 – Lübeck, 20 mars 1973), est un  Generaloberst (Général) servant dans la Heer dans la Wehrmacht pendant la Seconde Guerre mondiale.

## Biographie
Strauß s'engage le 15 mars 1898 comme enseigne dans le 137e régiment d'infanterie (de) de l'armée prussienne à Haguenau. Il est promu lieutenant le 17 octobre 1901 dans le 162e régiment d'infanterie (de) à Lübeck. Le 16 juin 1910, il est promu lieutenant et commandé à l'académie de guerre de Prusse, où il reçoit une formation d'état-major général.
Peu après le début de la Première Guerre mondiale, il est promu capitaine le 8 octobre 1914. À la fin de la guerre, décoré des deux classes de la croix de fer ainsi que de la croix de chevalier de l'Ordre de Hohenzollern avec épées, il est chef de bataillon dans le 99e régiment d'infanterie (de). Après son intégration dans la Reichswehr, il est promu major le 1er janvier 1924 et nommé professeur à l'école d'infanterie de la Reichswehr (de) à Dresde. En mai 1929, il est promu lieutenant-colonel et muté à Lübeck à l'état-major du 6e régiment d'infanterie (de). En octobre 1932, il prrend le commandement du 4e régiment (prussien) d'infanterie à Colberg en tant que colonel. 
En tant que Commandant Général du II. Armeekorps, Strauß participe à la Polenfeldzug, l'invasion allemande de la Pologne.
Le 30 mai 1940, il est nommé Oberbefehlshaber de la 9. Armee en France.
Strauß est ensuite envoyé à l'Est pour l'opération Barbarossa avec le Groupe d'armées Centre. Pour des raisons de santé, il démissionne de son commandement le 16 janvier 1942. Après sa convalescence, il est nommé commandant de la zone fortifiée de l'Est.
Après la guerre, il est en captivité en Angleterre avant d'être libérée en mai 1949.

## Récompenses
- Croix de fer (1914) II. et I. Classe
- Croix de chevalier de l'Ordre de Hohenzollern avec Glaives
- Croix hanséatique, Brême et Lübeck
- Ordre de la Maison de Lippe avec Glaives
- Croix du mérite militaire (Autriche) III. Classe
- Croix d'honneur pour Combattants
- Médaille de service de la Wehrmacht IV. à I. Classe
- Agrafe sur la Croix de fer II. et I. Classe
- Croix de chevalier de la Croix de fer le 27 octobre 1939 en tant que General der Infanterie et commandant-général du II. Armeekorps[1]
- Mentionné 4 fois dans la revue Wehrmachtbericht le 6 août 1941, 7 août 1941, 18 octobre 1941 et 19 octobre 1941